# François Ponsard
François Ponsard (Vienne, Isère, 1 de junho de 1814 — Paris, 7 de julho de 1867) foi um dramaturgo, poeta e escritor, eleito membro da Académie française.